# Christian Schmidt (pasteur)
Pour les articles homonymes, voir Christian Schmidt et Schmidt.
Christian Schmidt, né le 17 avril 1920 à Nuremberg et mort le 26 mai 2017 à Saint-Louis (Haut-Rhin), est un pasteur réformé d'Alsace qui, après un ministère en paroisses, a exercé diverses responsabilités au sein de l'Église réformée d'Alsace et de Lorraine (ERAL), successivement comme président de consistoire, membre du conseil synodal et enfin président de celui-ci et donc de l'Église.

## Biographie
Christian Schmidt est né d'un père bavarois, Philippe S. et d'une mère alsacienne, Marthe Koebelin. Il a effectué sa scolarité primaire et secondaire à Sainte-Marie-aux-Mines. Naturalisé français en 1938, il a entrepris cette même année des études universitaires à la Faculté de théologie protestante de Strasbourg, poursuivies à Clermont-Ferrand après le repli de la faculté en cette ville. Revenu en Alsace en 1940, il va poursuivre ses études de théologie à la Faculté de Leipzig. En 1942 il devient vicaire à la paroisse réformée du Bouclier à Strasbourg. Mais en janvier 1943 il est incorporé de force dans l'armée allemande. Gravement blessé sur le front russe en janvier 1944 par un obus de mortier qui le crible de 66 éclats, il sera hospitalisé de longs mois, puis affecté à un dépôt d'infanterie. De retour en Alsace en juin 1945, il est nommé vicaire à Hunspach auprès du président de l'ERAL, puis en 1946 pasteur à Diedendorf, jusqu'en 1951. De 1951 à 1970 il exercera son ministère à Saint-Louis (Haut-Rhin).
En 1970 le pasteur Schmidt, tout en restant à Saint-Louis, devient président de l'important consistoire réformé de Mulhouse et à ce titre membre de droit du conseil synodal de l'ERAL.
En 1970 il est élu par le synode président du conseil synodal et sera renouvelé dans ces fonctions jusqu'en 1982. En 1967 il fait adopter par le synode et par le gouvernement une réforme importante, qui fait du poste de président du conseil synodal un emploi à plein temps et limite l'exercice de ce ministère à quatre mandats consécutifs de trois ans.
Comme président d'Église il va se consacrer au rapprochement institutionnel et au renforcement de la collaboration avec l'Église réformée de France (ERF) et avec l'Église de la confession d'Augsbourg d'Alsace et de Lorraine (ECAAL) et siègera régulièrement au conseil permanent luthéro-réformé.Il veillera également aux relations œcuméniques avec les évêchés de Strasbourg et de Metz. Enfin de 1972 à 1981, il sera membre du conseil de la Communauté évangélique d'action apostolique (CEVAA), organisme missionnaire protestant international.
Admis à la retraite en 1983, il assurera encore un intérim d'un an à la paroisse Saint-Paul de Strasbourg. Depuis il s'est retiré à Saint-Louis.
Christian Schmidt s'était marié le 11 janvier 1946 à Hunspach, avec Marthe Marz.

## Distinctions
Christian Schmidt est chevalier de la légion d'Honneur (1993).